# ORP Kujawiak (L72)
ORP Kujawiak (L72), nguyên là chiếc HMS Oakley (L72), là một tàu khu trục hộ tống lớp Hunt Kiểu II do Hải quân Hoàng gia chế tạo nhưng được chuyển cho Hải quân Ba Lan. Nó được hạ thủy năm 1940 và đưa ra phục vụ năm 1941, phục vụ trong Chiến tranh Thế giới thứ hai và bị đắm do trúng mìn gần Malta vào ngày 16 tháng 6 1942.

## Thiết kế và chế tạo
Oakley thuộc vào số 33 chiếc tàu khu trục lớp Hunt nhóm II, có mạn tàu rộng hơn nhóm I, tạo độ ổn định cho một tháp pháo QF 4 in (100 mm) Mark XVI nòng đôi thứ ba, cũng như cho phép tăng số lượng mìn sâu mang theo từ 40 lên 110.
Oakley được đặt hàng cho hãng Vickers-Armstrongs trong Chương trình Chế tạo Khẩn cấp Chiến tranh 1939 và được đặt lườn tại xưởng tàu High Walker ở River Tyne vào ngày 22 tháng 11 năm 1939. Nó được hạ thủy vào ngày 30 tháng 10 năm 1940, nguyên được nhập biên chế cùng Hải quân Hoàng gia, nhưng được đổi tên thành ORP Kujawiak và nhập biên chế cùng Hải quân Ba Lan vào ngày 17 tháng 6 năm 1941.

## Lịch sử hoạt động

### 1941
Chỉ một ngày sau khi nhập biên chế, 18 tháng 6 năm 1941, lúc đang trên đường đi từ Tyne đến Scapa Flow nhằm chuẩn bị hoạt động cùng các tàu chiến thuộc Hạm đội Nhà, Kujawiak bị máy bay Đức Quốc xã tấn công. Hỏa lực từ máy bay đã bắn trúng hộp đạn pháo 4-inch, gây nổ khiến một người thiệt mạng. Nó được sửa chữa tại Dundee trước khi tiếp tục đi đến Scapa Flow. Đến ngày 25 tháng 7, Nó gia nhập Chi hạm đội Khu trục 15 đặt căn cứ tại Plymouth và hoạt động tuần tra cùng hộ tống vận tải tại chỗ, tại Khu vực Tiếp cận phía Tây và tại eo biển Manche.
Vào ngày 23 tháng 10, Kujawiak được bố trí cùng tàu chị em ORP Krakowiak (L115) hộ tống cho chặng cuối của Đoàn tàu SL89 đi từ Freetown đến Liverpool; chúng tách khỏi đoàn tàu sau khi đến nơi vào ngày 25 tháng 10, và quay trở lại Plymouth. Sang ngày 24 tháng 11, nó cùng tàu khu trục Beverley (H64) hộ tống cho thiết giáp hạm Resolution (09) di chuyển từ Plymouth đến Scapa Flow để gia nhập Hạm đội Nhà, đến nơi vào ngày 27 tháng 11 và quay trở lại Plymouth. Nó được tạm thời điều sang Hạm đội Nhà vào ngày 15 tháng 12, hộ tống các tàu chở quân đổ bộ HMS Princess Josephine Charlotte và HMS Prince Albert đi từ Clyde đến Scapa Flow vào ngày hôm sau; rồi cùng Prince Albert chuẩn bị tham gia Chiến dịch Anklet, trong khi Princess Josephine Charlotte quay trở lại Greenock, Scotland.
Kujawiak khởi hành từ Scapa Flow vào ngày 22 tháng 12 trong thành phần Lực lượng J để tiến hành Chiến dịch Anklet, cuộc đột kích lên đảo Lofoten, Na Uy. Lực lượng J còn bao gồm tàu tuần dương hạng nhẹ Arethusa (26) các tàu khu trục Somali (F33), Eskimo (F75), Ashanti (F51), Bedouin (F67), Wheatland (L122), Lamerton (L88) và Krakowiak; các tàu quét mìn Speedwell (J87), Harrier (J71) và Halcyon (J42); các tàu corvette Na Uy HNoMS Andenes (K01) và HNoMS Eglantine (K197) cùng một số tàu phụ trợ khác.
Lực lượng tiến hành càn quét Vestfjord vào ngày 26 tháng 12, nơi họ lưu giữ hai tàu đánh cá Na Uy và một đội đổ bộ của Ashanti đã chiếm tàu phụ trợ Đức Geier (V5904). Mặc dù đã bị hư hại, họ vẫn tìm cách kéo Geier, nhưng sau đó buộc phải đánh đắm nó khi bị đối phương không kích. Tuy nhiên mục đích chính của Chiến dịch Anklet là nhằm thu thập thông tin về mật mã Enigma đã hoàn thành, khi họ thu được một máy Enigma, các vòng mã hóa và tài liệu mật trên chiếc Geier để gửi đến Cơ quan Giải mã Anh tại Bletchley Park. Kujawiak bị hư hại nhẹ bởi không kích do bom ném suýt trúng trong chiến dịch này, và nó cùng Lực lượng J quay trở về Scapa Flow vào ngày 28 tháng 12.

### 1942
Vào ngày 4 tháng 1 năm 1942, Kujawiak cùng Krakowiak hộ tống các tàu chở quân đổ bộ Princess Josephine Charlotte và Prince Albert đi từ Scapa Flow đến Clyde, rồi cùng Krakowiak quay trở lại Plymouth vào ngày hôm sau. Nó tiếp tục hoạt động hộ tống vận tải từ Plymouth cho đến tháng 6, khi được tạm thời điều động sang Hạm đội Nhà để tham gia Chiến dịch Harpoon, một nỗ lực nhằm tăng viện cho Malta đang bị đối phương phong tỏa.
Vào ngày 6 tháng 6, Kujawiak cùng tham gia thành phần hộ tống cho Đoàn tàu WS119S để đi Gibraltar; lực lượng hộ tống còn bao gồm các tàu tuần dương Liverpool (C11) và Kenya (14), các tàu khu trục Onslow (G17), Bedouin và Krakowiak. Đến ngày 12 tháng 6, nó tham gia cùng tàu tuần dương Cairo (D87), các tàu khu trục Bedouin, Marne (G35), Matchless (G52), Partridge (G30), Ithuriel (H05), các tàu khu trục hộ tống Blankney (L30), Middleton (L74), Krakowiak, các tàu quét mìn Hebe (J24), Speedy (J17), Hythe (J194) và Rye (J76) như Lực lượng X tại Gibraltar để hộ tống đoàn tàu vận tải đi Malta ngang qua eo biển Sicily. Vào ngày 14 tháng 6, đoàn tàu chịu đựng không kích ác liệt của đối phương, khiến Liverpool bị hư hại phải rút lui về Gibraltar. 

Sang ngày hôm sau 15 tháng 6, đoàn tàu tiếp tục chịu đựng không kích và đụng độ với các tàu chiến Ý vốn tìm cách đánh chặn và tấn công đoàn tàu. Gần nữa đêm 16 tháng 6, đang khi tiến vào Grand Harbor, Malta cùng hai tàu buôn còn sống sót, Kujawiak trúng phải một quả mìn khi đang tiến đến trợ giúp cho Badsworth (L03) vốn cũng trúng mìn. Vụ nổ làm hư hại nặng cấu trúc lườn tàu, và trước khi một nỗ lực nhằm kéo nó được tiến hành, nó đắm ở tọa độ 35°53′B 14°35′Đ / 35,883°B 14,583°Đ; 13 thủy thủ Ba Lan đã thiệt mạng và 20 người khác bị thương.

## Khám phá xác tàu đắm
Vào tháng 12, 2011, nhà làm phim tài liệu đại dương Emi Farrugia công cố kế hoạch tìm kiếm xác tàu đắm của Kujawiak. Một tọa độ áng chừng do Bộ Quốc phòng Anh Quốc đưa ra đã không thể chỉ định rõ địa điểm đắm của con tàu, nên Farrugia quyết định việc tìm kiếm sẽ tập trung vào ít nhất 8 kilômét vuông (3,1 dặm vuông Anh) chung quanh ba địa điểm nghi ngờ qua những thông tin thu được.
Đến ngày 22 tháng 9, 2014, một nhóm các nhà thám hiểm Ba Lan cùng một thành viên Hoa Kỳ thuộc tổ chức Wreck Expeditions Association đã tìm thấy địa điểm đắm của Kujawiak, ngoài khơi Malta. Nhóm bao gồm trưởng nhóm Peter Wytykowski, trưởng toán thám hiểm Roman Zajder, Michał Szczepaniak, Robert Głuchowski, Bartek Grynda – một chuyên viên về kỹ thuật dưới nước và chuyên gia về thiết bị lặn dưới nước điều khiển từ xa (ROV), Marcin Sadowski, Agata Radecka – người có ông cố cậu là chỉ huy của Kujawiak, và Chris Kraska thuộc Nhóm khảo sát Khảo cổ Hàng hài Ohio – có cha là một thủy thủ của Kujawiak và sống sót qua vụ đắm tàu. Sử dụng video quay lại từ thiết bị ROV và bản vẽ lớp tàu khu trục Hunt Loại II, nhóm xác định được đúng tên của xác tàu tìm thấy.
Việc khám phá được chia sẻ cho các viên chức Malta và Ba Lan, nhưng vị trí chính xác của xác tàu đắm Kujawiak được giữ kín. Chính phủ Malta vẫn đang chờ đợi báo cáo chính thức sau cùng của nhóm; và xác định địa điểm tàu đắm là một di tích lịch sử và là một nghĩa trang chiến tranh. Nhóm đã quay trở lại Malta vào mùa Hè 2015 và thực hiện nhiều chuyến lặn để quay phim xác tàu đắm. Họ cũng đặt một biển tưởng niệm các thủy thủ đã thiệt mạng khi đắm tàu. Nhóm đã quay trở lại đây vào năm 2016, với nhiệm vụ vẽ bản đồ khu vực xác tàu đắm và tìm kiếm chiếc chuông của con tàu. Nhóm còn có sự tham gia của Edd Stockdale và Steve Wilkinson thuộc nhóm Shadow Technical, John Wood, Paul V Toomer và Gianmichele Iaria.
Vào tháng 5, 2017, nhóm quay trở lại địa điểm này lần sau cùng, và Steve Wilkinson, Dr Timmy Gambin, John Wood cùng Dave Gration đã tháo chiếc chuông của con tàu để bảo tồn và trưng bày tại Bảo tàng Hàng hải Malta.